# Symplocos hiemalis
Symplocos hiemalis är en tvåhjärtbladig växtart som beskrevs av Lingelsheim. Symplocos hiemalis ingår i släktet Symplocos och familjen Symplocaceae. Inga underarter finns listade i Catalogue of Life.